# 16 Bateria Motorowa Artylerii Przeciwlotniczej
Bateria motorowa artylerii przeciwlotniczej typ A nr 16 – pododdział artylerii przeciwlotniczej Wojska Polskiego II RP.

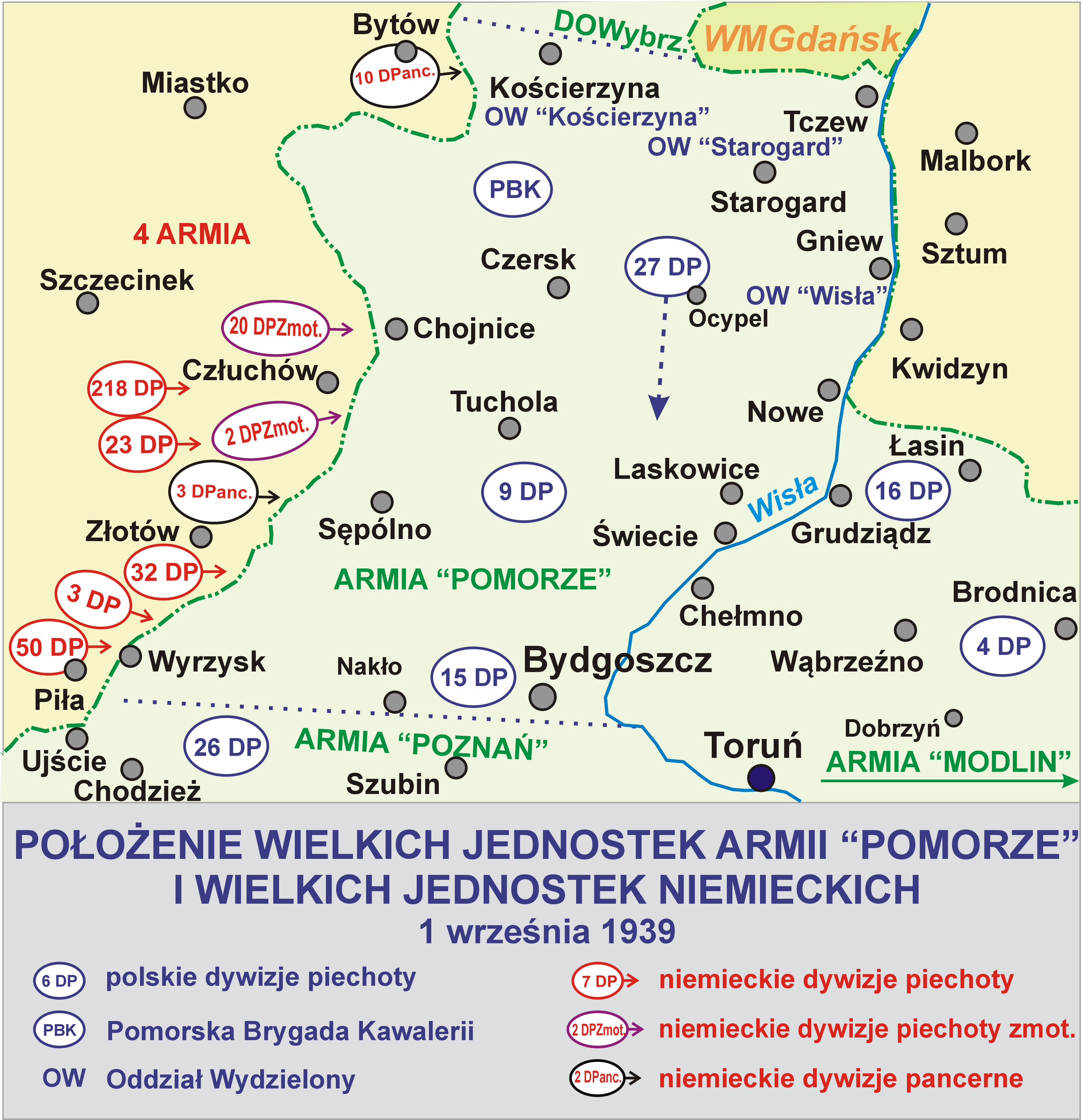
Bateria walczyła w składzie 16 DP

Bateria nie występowała w organizacji pokojowej wojska. Została zmobilizowana, zgodnie z planem mobilizacyjnym „W” 24 sierpnia 1939 przez 8 dywizjon artylerii przeciwlotniczej w Toruniu dla 16 Pomorskiej Dywizji Piechoty, w składzie której walczyła w kampanii wrześniowej.
1 września w Grudziądzu zestrzeliła 4 samoloty Luftwaffe. Następnego dnia osłaniała artylerię w rejonie Gruta-Mełno. 4 września podporządkowana została dowódcy 4 Dywizji Piechoty  i użyta do osłony artylerii i tyłów. Następnie przesuwała się przez Golub-Dobrzyń, Włocławek, Gostyń, Łowicz i Iłów. Zestrzeliła w sumie 12 samolotów niemieckich. Ponadto kilkakrotnie pomagała w odparciu ataku czołgów.

## Obsada etatowa baterii
- dowódca – kpt. Julian Franciszek Wojtusiak
- oficer zwiadowczy – ppor. Mieczysław Ejsymont
- dowódca 1 plutonu – ppor. rez. Stanisław Julian Kunert
- dowódca 2 plutonu – ppor. rez. Witold Karol Kasperkiewicz
- dowódca 3 plutonu – ppor. rez. Jan Mierzejewski
- dowódca 4 plutonu – kpr. pchor. rez. Joachim Oszwałdowski
- szef baterii – plut. Stanisław Żołnierczyk